# Martha von Bethanien

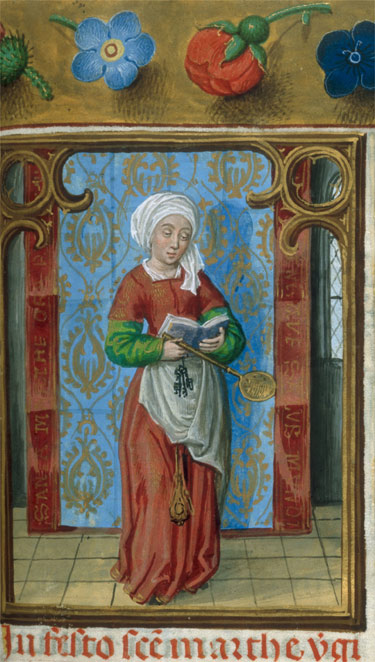
Die heilige Martha mit ihren Attributen, Illustration im Isabella-Stundenbuch

Martha von Bethanien (auch Marta von Betanien) ist eine Gestalt des Neuen Testaments.
Erwähnt wird Martha im 10. Kapitel des Lukasevangeliums sowie im 11. und 12. Kapitel des Johannesevangeliums. Die Darstellungen in den beiden biblischen Erzählungen zeigen Gemeinsamkeiten, aber auch deutliche Unterschiede.

## Darstellung in den Evangelien
Das Lukasevangelium (Lk 10,38–42 ) stellt Martha zusammen mit ihrer jüngeren Schwester Maria vor. Gemeinsam bewohnen sie ein Haus in einem namentlich nicht bezeichneten Dorf; dort kehrt Jesus ein: Eine Frau namens Martha nahm ihn freundlich auf. Maria setzt sich Jesus zu Füßen und hört ihm zu, während ihre Schwester für die Bewirtung sorgt. Schließlich beklagt sich Martha darüber. Jesus antwortet ihr: Martha, Martha, du machst dir viele Sorgen und Mühen. Aber nur eines ist notwendig. Maria hat das Bessere gewählt, das soll ihr nicht genommen werden.
Martha und Maria stehen nach einem verbreiteten Interpretationsmodell für bestimmte Anteile des christlichen Lebens: Maria für die vita contemplativa, Martha für die vita activa.
Der Name altgriechisch Μάρθα Mártha ist aramäischen Ursprungs (מָרְתָא) und bedeutet „Herrin“
Im Johannesevangelium (Kapitel 11), der Wundererzählung von der Erkrankung, dem Sterben und der Auferweckung des Lazarus von Bethanien, werden Lazarus als Bruder von Maria und Martha und alle drei als enge Freunde Jesu dargestellt. Hier treibt Martha das Geschehen voran, tritt mit Jesus in einen Dialog über die Auferstehung und bekennt schließlich: Ja, Herr, ich glaube, dass du der Messias bist, der Sohn Gottes, der in die Welt kommen soll. (Joh 11,27 ).
Johannes gestaltet hier eine Erzählung aus, von der er nur einen Kern in der Tradition vorgefunden hat. Zu diesem Kern müssen die Namen der beiden Schwestern gehört haben (vgl. Lukas), mit großer Wahrscheinlichkeit auch Lazarus und Bethanien.
Bei der im folgenden Kapitel berichteten Salbung Jesu in Bethanien wird dann, wie bei Lukas, erwähnt, dass Martha beim Mahl bediente  (Joh 12,2 ). 
In der christlichen Bibelauslegung werden die lukanischen und die johanneischen Angaben über Martha und ihre Geschwister zusammen betrachtet. Martha, die in Lk 10 zurückgesetzt erscheint, bekommt in Joh 11 großes Gewicht.

## Legende

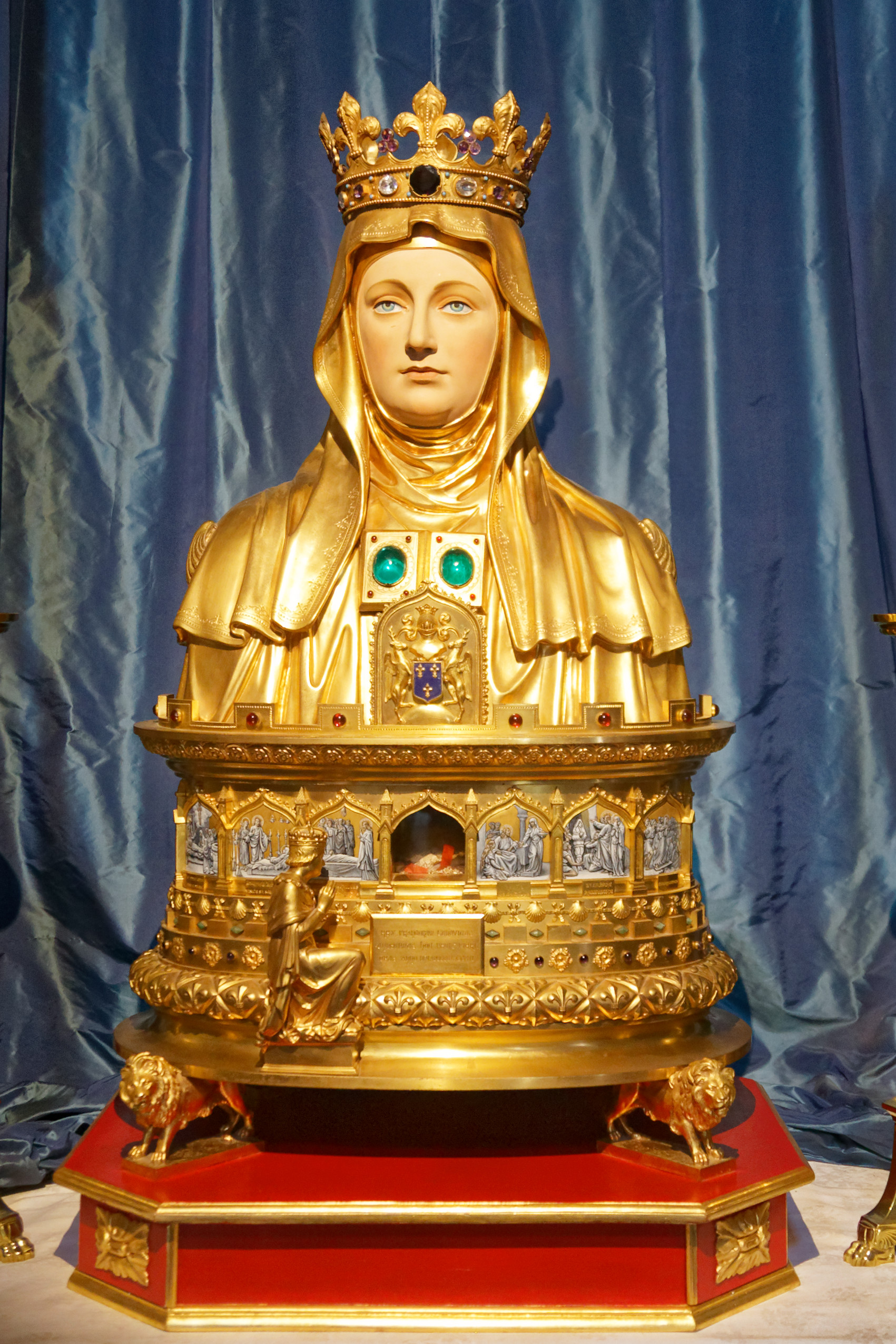
Reliquienbüste in Tarascon

Der Überlieferung nach soll Martha im Jahr 48 gemeinsam mit ihren Geschwistern nach Frankreich vertrieben worden sein. In der Nähe von Marseille soll sie ein Kloster gegründet und ein asketisches Leben geführt haben. Sie reiste nach Tarascon und bezwang dort das Ungeheuer Tarasque, einen menschenfressenden Drachen.
König Chlodwig I. soll eine Wallfahrt nach Tarascon zu den Reliquien Marthas gemacht haben. Später war deren Verbleib unbekannt. Erst im Jahr 1187 sollen sie in der Krypta der alten Kirche von Tarascon wieder aufgefunden und durch Wunder beglaubigt worden sein. Daraufhin wurde an dieser Stelle die heute noch stehende Kirche Sainte-Marthe erbaut und 1197 Martha geweiht.

## Patrozinien
Der heiligen Martha sind unter anderem folgende Kirchen geweiht:
- St. Martha (Nürnberg)
- St. Martha (Berlin)
- Kathedrale von Santa Marta in Kolumbien

Als Schutzheilige übernimmt sie den Schutz von Kellnerinnen und Kellnern sowie Hausfrauen. Im amerikanischen Raum ist es oft üblich, in der Hoffnung auf höhere Trinkgelder eine Figur der St. Martha hinter die Theke zu stellen.
In nichttheologischen Quellen wird Maria bisweilen als gesellschaftliche Oberschicht, Martha hingegen als die Unterschicht gedeutet.

## Liturgie
Der Gedenktag der heiligen Martha in der römisch-katholischen, der anglikanischen und der evangelischen Kirche ist der 29. Juli.
In den orthodoxen Kirchen ist der Gedenktag Marthas und ihrer Schwester Maria der 4. Juni. 
Die römisch-katholische Tradition identifizierte Maria, die Schwester Marthas, mit Maria Magdalena. Zu deren Fest am 22. Juli ist der 29. Juli der Oktavtag und galt Martha allein. Da diese Gleichsetzung der beiden Marien aber exegetisch überholt ist, entschied Papst Franziskus, den 29. Juli allen drei Geschwistern von Bethanien zu widmen. Seit dem 2. Februar 2021 werden gemeinsam mit Martha auch Maria und Lazarus am 29. Juli im Generalkalender aufgeführt.